# Хауреги, Игнасио
Игна́сио Ха́уреги Ди́ас (исп. Ignacio Jáuregui Díaz, род. 31 июля 1938, Гвадалахара) — мексиканский футболист, игравший на позиции защитника. По завершении игровой карьеры — тренер. Участник чемпионатов мира 1962 и 1966 годов в составе национальной сборной Мексики.

## Клубная карьера
Футбольную карьеру Хауреги начал в 1957 году в команде из родного города, «Атлас» и в 1962 году помог своей команде выиграть Кубок Мексики. Кроме того, в том же году «Атлас» уверенно победил земляков из «Чиваса» со счётом 2:0 в матче за трофей Чемпион чемпионов, хотя сам защитник в этом матче не играл.
В 1963 году перебрался в «Монтеррей», цвета которого защищал до завершения карьеры (в конце сезона 1969/1970 годов). После ухода из команды тренера Роберто Скароне Хауреги была предложена должность играющего тренера в клубе. По завершении сезона защитник принял решение о завершении игровой карьеры, чтобы переключиться на тренерскую работу, ради чего отказался от участия в чемпионате мира 1970 года.

## Карьера в сборной
В футболке национальной сборной Мексики дебютировал 24 мая 1959 года в матче против сборной Англии (2:1). Единственным голом за национальную команду отметился 3 мая 1965 года в победном матче против Ямайки (3:2). Последний матч в футболке сборной Мексики сыграл 28 мая 1967 года против СССР (0:2).
Участник чемпионатов мира по футболу 1962 и 1966 годов, на которых провёл три матча: в 1962 году выходил на поле в проигранном на последних минутах матче против Испании (0:1) и в матче против будущих вице-чемпионов мира, сборной Чехословакии (3:1), что стало первой победой мексиканцев на чемпионатах мира. В 1966 году выходил на поле в матче против хозяев турнира, сборной Англии (0:2).

## Тренерская карьера
По завершении карьеры игрока начал тренерскую деятельность. В 1970 году после обучения в Европе вернулся работать в «Монтеррей» в связи с увольнением Альберто Этчеверри, в дальнейшем проработал в этой команде до 1975 года. В 1974 году работал главным тренером национальной сборной Мексики в трёх поединках: 31 мая 1974 года против Бразилии (1:1), а также в двух сентябрьских победных поединках против США (3:1 и 1:0, соответственно).
На протяжении 18 лет, в период между 1975 и 1993 годом, Хауреги тренировал 8 клубов чемпионата Мексики. Но всего трижды задерживался в команде больше, чем на один год: команду из родного города «Леонес Негрос» (1976—1978), «Коррекаминос» (1989—1991) и самый продолжительный период работы в карьере в клубе «Торос Неса» в течение почти двух с половиной лет (в сезонах 1982/1983 и 1983/1984 годов, а также в первой части сезона 1984/1985 годов).
В сезоне 1975/1976 годов потерпел неудачу в четвертьфинале плей-офф против «Леонес Негрос» со своим клубом «Леон» (со счётом 0:5 и 0:1). Наибольшего успеха как тренер добился вместе с клубом «Леонес Негрос», с которым дошёл до финального матча сезона 1976/1977 годов (поражение по сумме двух матчей, 0:0 и 0:1 от «УНАМ Пумас») и, таким образом, стал вице-чемпионом Мексики.
Последним клубом в карьере Игнасио стала «Пачука», которую он возглавлял в 9-ти последних турах сезона 1992/1993 годов. В последний раз в должности главного тренера работал 1 мая 1993 года на стадионе Ацтека в матче против «Крус Асуля», в котором его команда уступила со счётом 2:4.

## Достижения

### Как игрока
«Атлас» (Гвадалахара)
- Обладатель Кубка Мексики: 1961/1962

Мексика
- Победитель Чемпионата наций КОНКАКАФ: 1965

### Как тренера
«Леонес Негрос»
- Серебряный призёр чемпионата Мексики: 1976/1977